# Церковь Святой Варвары (Райца)
Храм Святой великомученицы Варвары (бел. Царква Святой Варвары), известный также как Костёл-усыпальница — православный храм в агрогородке Райца (Кореличский район). Церковь построена в форме корабля в 1817 году из щебня и камня помещиком Франциском Раецким как костёл-усыпальница.

## История
Первое описание деревянной церкви в честь Рождества Христова в селе Райцы можно найти в документах Посещений союзных церквей Минского и Новогрудского соборов в 1680—1682 гг., которые хранятся в Национальном историческом Архив Беларуси. Церковь была построена на средство панов Раецких. Священником прихода был Николай Раецкий, его помощником был Андрей Томашевский. Приход объединял 405 верующих. В описании церквей и приходов Минской епархии 1879 года упоминается о существовании церкви в селе Райцы с 1652 года.

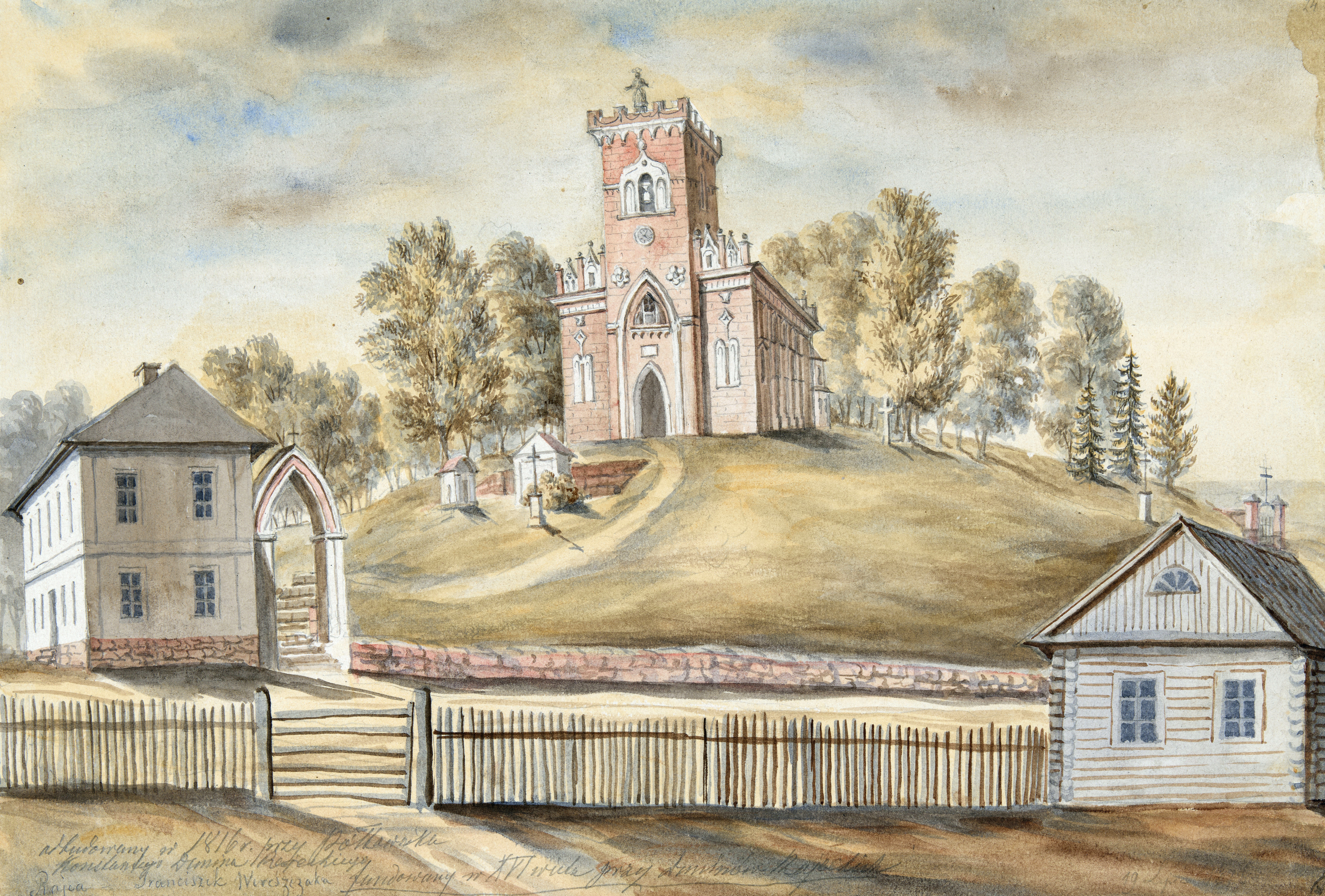
Костёл в Райцы на рисунке Н. Орды

Существующая каменная Спасо-Преображенская церковь построена в 1817 году владельцем села Франциском Раецким как костёл. В 1863 году храм был освящен как православный храм в честь Преображения Господня. По описанию 1864 года в деревне Райца располагалась Спасо-Преображенская четвертого класса каменная церковь, накрытая медными листами. При церкви было основано церковно-приходское попечительство и штатное народное училище.
В годы «хрущевских гонений» храм был взорван. В 2003 году восстановлен в первоначальном виде и освящен в честь святой великомученицы Варвары.

## Архитектура

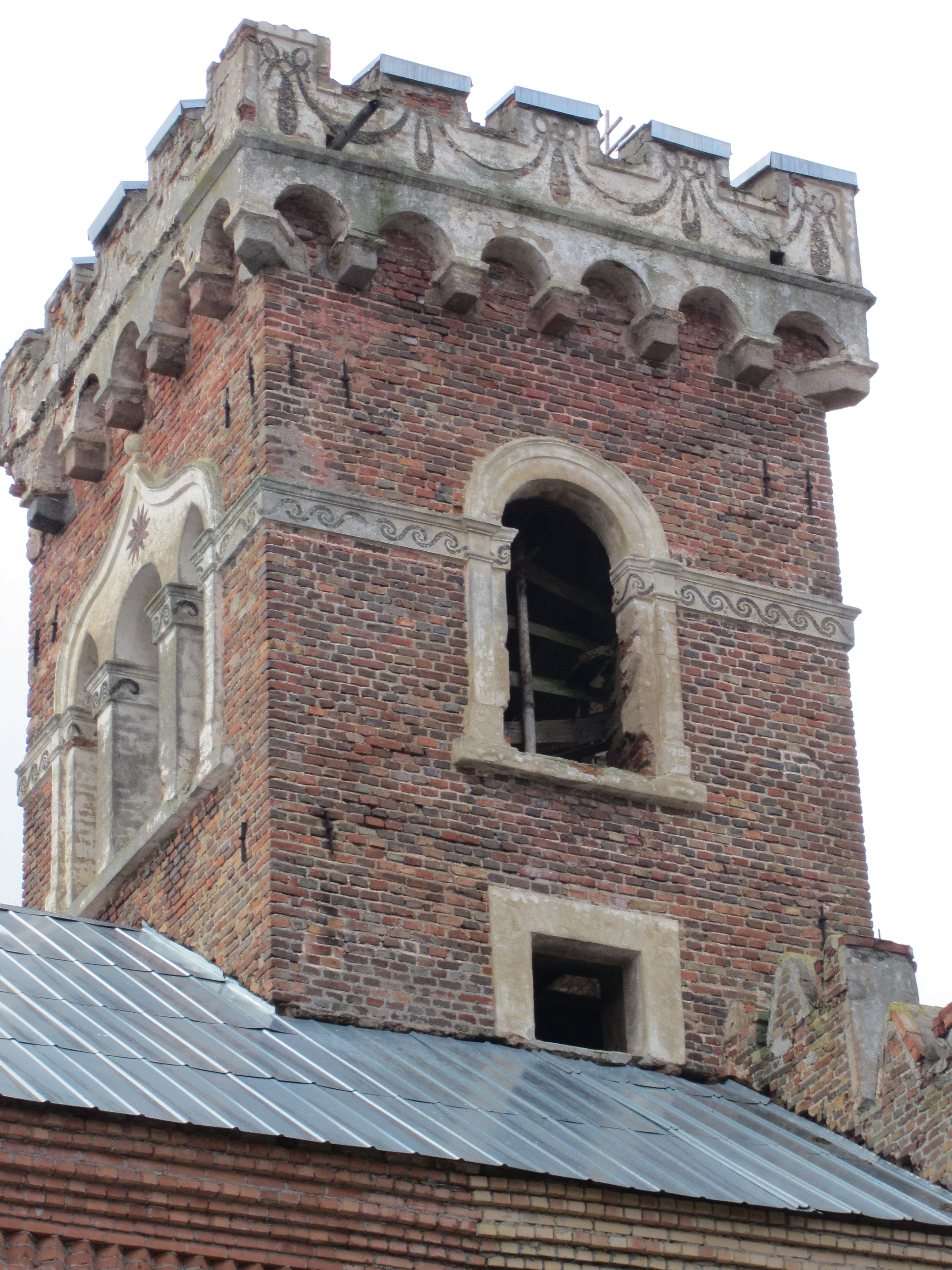
Башня

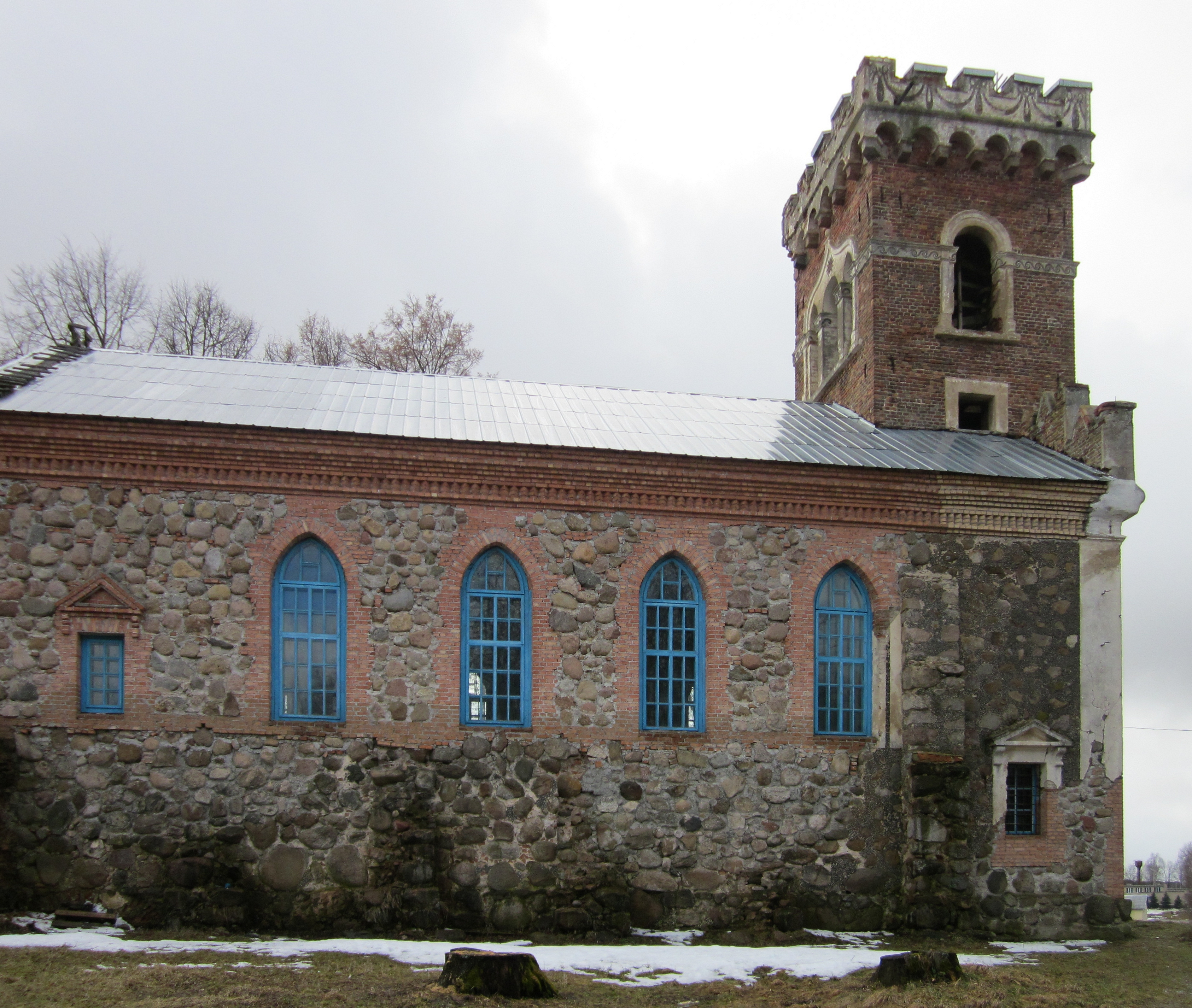
Боковой фасад. Объем за башней восстановлен в 2003 году.

Архитектура здания выполнена в неоготическом стиле и напоминает укреплённый средневековый замок.
Храм был построен из камня и кирпича. Церковь задумана как вытянутый четырехугольник в готическом стиле с колокольней во фронтонной части. На крыше башни вместо креста была большая гипсовая скульптура Богородицы. Крыша из листовой меди, наружные стены неоштукатурены, окна расположены в один ряд, имелось две двери. Внутри церкви пол был выложен из каменных плит, потолок — из кирпичных сводов. Новый деревянный иконостас, с пилястрами, окрашенный в розовый цвет, с позолоченными карнизами, рамами и резьбой, состоял из восьми икон местного письма, расположенных в три ряда. В церкви хранилась местно-чтимый образ Божией Матери, покрытая массивной серебряной ризой. В сводах усыпальницы под храмом находилась могилы Франциска Раевского и его потомков. На колокольне были установлены башенные часы с боем. Колоколов было четыре весом в 40, 15, 6 и 1,5 пуда. Церковь располагалась на горе, окруженной каменной ограждением. В деревне Машевичи была одна приписная церковь.
Памятник архитектуры ретроспективно-готического стиля, его облик навеяно романтической архитектурой средневекового укрепленного замка. Продолговатое прямоугольное в плане здание, на главном фасаде которого возвышается мощная четырехгранная башня с зубчатым кремальерным парапетом и аркатурным фризом. Над башней гипсовая скульптура Матери Божьей, на фронтальной грани были куранты. Главный вход выполнен в виде стрельчатой арки, а над ним такое же по форме окно хоров объединено общим высоким стрельчатым порталом. Выше расположено окно-«роза» и арочный проем колокольного яруса, украшенный готической аркой. Боковые фасады разделены ступенчатыми контрфорсами. Метровые стены храма, выложенные из бутового камня и сильно обожженного кирпича, вместе с медной крышей создают насыщенный полихромный теплый колорит. На его фоне выделяются побеленные элементы архитектурного декора: арочные ниши, арочные пояса, входные порталы.

## Интерьер
Зал храма перекрыт кирпичным стрельчатым сводом, притвор цилиндрический, пол выложен каменными плитами. В стену нефа был вмурованный камень с барельефом головы св. Иоанна Крестителя. Винтовая лестница ведет к башне с правой стороны арочных хоров. Под храмом сводчатый крипта, в которой находились захоронения основателя храма и члены его семьи.

## Приход
В состав прихода входили деревни Райца, Новая Райца, Забердово, Лукосин, Скрышево, Хвалово, Волда, Малюшицы, Мокрово, Щёново, Волоки, Рубилки, Полужная, Русачин, Ровины, Ромейки, Тимошковичи, Барановичи, Мошавичи.

## Настоятели
Памятные книжки Минской губернии сохранили имена еще некоторых настоятелей Спасо-Преображенской церкви села Райца (даты подан по годам выхода Памятных книг Минской губернии):
- Гарбацевич
- Рудаковский
- Фёдор Москалевич (1876—?),
- Василий Павлюкевич (1889—1891),
- Николай Прорвич (1893—1898),
- Антоний Быковский (1900—1902),
- Павел Мацкевич (1905—1908),
- Александр Валасович (1910—1915).